# Idaea lateritica
Idaea lateritica är en fjärilsart som beskrevs av Holloway 1979. Idaea lateritica ingår i släktet Idaea och familjen mätare. Inga underarter finns listade i Catalogue of Life.